# История на Дубровник
Историята на Дубровник като селище датира от неолита до наши дни.

## Създаване на Дубровник
Според Константин Порфирогенет, Рагуза е основана от романизовани бежанци от римския град Епидавър (днес Цавтат).
Ивицата плитчини между двете части на града е засипана през 12 век. В съседство на морлашкия Лаус, живеели сръбските племена /по едноименните области/ – захумляни, тревлуняни и конавляни. Явно сърбите надделели над власите в градските дела.
През 10 век градът се еманципира, сдобивайки се с епископ, администрация и автономия. При похода в Далмация на цар Самуил Дубровник е възприет като вражески и е опожарен. Като част от т.нар. Албания Венета, Дубровник традиционно никога не е влизал в състава на първото сръбско кралство Зета.

## Византийски, венециански и сръбски власти
От 11 век Дубровник изгражда флот, за който има данни, че се сражава под знамето на Византия и редом с норманите от южна Италия – срещу сарацините в Адриатика. През 12 век Дубровник се утвърждава като морски-търговски център. През 1169 г. сключва договор с Пиза, последван и от търговски споразумения с други италиански градове-държави. Явно тези му контакти и взаимен обмен, отварят перспективата на бъдещото развитие пред Дубровник.
През 1333 г. цар Стефан Душан предава град Стон с полуостров Пелешац на Дубровник. и остров Млет

## Дубровнишка република
След 1526 г. Дубровник като търговски посредник между Османската империя Последният сръбски данък датира от 1804 г.